# Jurat en cap
El jurat en cap fou un càrrec polític del Regne de València i el Regne de Mallorca.
El càrrec és semblant al de conseller en cap que existia al Principat de Catalunya. Al Regne d'Aragó, tot i ser emprada aquesta denominació, variava segons el municipi: es deia jurat en cap a Saragossa o prior de jurados (prior de jurats) a les ciutats d'Osca, Jaca i Barbastre.
Fent potser referència al càrrec de cònsol romà, hi havia dos jurats en cap; un representava l'estament nobiliari i l'altre al popular o reial. El jurat en cap era elegit mitjançant un sorteig per la resta dels jurats electes.
Amb la imposició dels Decrets de Nova Planta, que derogaven els Furs, els càrrec polítics i institucions compresos en aquests també van desaparèixer. En el règim posterior, els jurats van ser substituïts pels regidors i el jurat en cap per l'alcalde.